# Blaser Swisslube
Die Blaser Swisslube AG mit Sitz in Rüegsau ist ein international tätiges Schweizer Kühlschmierstoff- und Schmiermittelunternehmen.
Das unabhängige Familienunternehmen entwickelt, produziert und verkauft Schmiermittel, die in Industrie und Gewerbe eingesetzt werden, sowie Kühlschmierstoffe für die metallverarbeitende Industrie.
Die Kühlschmierstoffe werden in der Fertigung von Teilen in der Uhrenindustrie, der Medizinaltechnik bis hin zur Flugzeugindustrie eingesetzt. Blaser entwickelt und produziert auch Schneidöle auf Esterbasis, die aus nachwachsenden Rohstoffen gewonnen werden.

## Geschichte
Die Firma wurde 1936 von Willy Blaser gegründet. Das Unternehmen entwickelte und verkaufte Schuhcreme und Reinigungsmittel. Nach dem Einstieg des Sohnes Peter Blaser 1973 wurde die Produktpalette um Kühlschmierstoffe erweitert. Mittlerweile macht die Produktgruppe Kühlschmierstoffe 90 % des Umsatzes aus.
Verbunden mit der Ausweitung des Produktportfolios war die internationale Expansion ab 1974. Zunächst wurde ein Vertriebsnetz in Europa und Übersee aufgebaut. Dieses umfasst heute eigene Niederlassungen in den 60 größten Industrienationen.
Die erste ausländische Produktionsgesellschaft wurde 1981 in Goshen (USA) in Betrieb genommen. Es folgten Produktionsanlagen in der Volksrepublik China (1996) und Indien (2001).
Im Jahr 2010 übernahm die dritte Generation die Leitung des Unternehmens. Marc Blaser stehen hierbei weltweit rund 600 Beschäftigte zur Seite, wovon rund 300 am Stammsitz arbeiten.
Die Familienaktiengesellschaft ist nicht börsenkotiert und veröffentlicht keine Umsatz- und Gewinnzahlen.

## Ballonsportgruppe
Seit 1989 unterhält das Unternehmen eine eigene Ballonsportgruppe. Peter Blaser wurde zwei Mal Schweizer Meister und belegte einmal den zweiten Platz bei den Heissluftballon-Europameisterschaften. Marc Blaser wurde 2010 und 2014 Vize-Schweizermeister und 2016 belegte er Rang 3.